# Rush Limbaugh

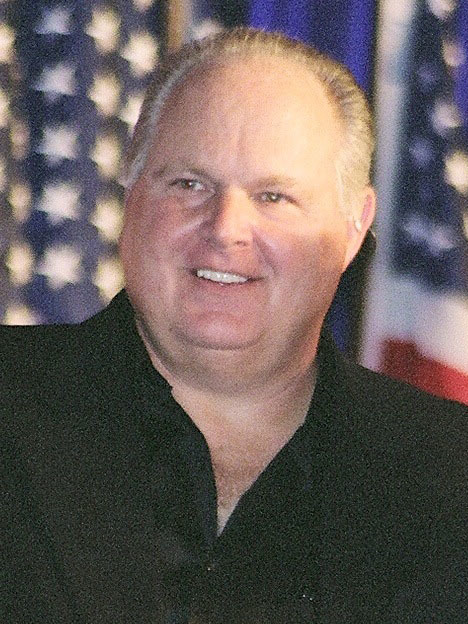
Rush Limbaugh (2009).

Rush Hudson Limbaugh III (Cape Girardeau, Misuri; 12 de enero de 1951-Palm Beach, Florida; 17 de febrero de 2021) fue un locutor de radio, comentarista político conservador y escritor estadounidense cuyo programa de radio The Rush Limbaugh Show se englobaba dentro del grupo de cadenas de radio Premiere Radio Networks.
Se le ha considerado como uno de los que reimpulsaron las radios AM en Estados Unidos, y fue denominado como una "pieza importante" del nexo de unión entre el Partido Republicano y los votantes en la victoria en el Congreso de 1994. En un reportaje que apareció en una portada de 1993 la revista National Review lo llamó "El Líder de la Oposición" durante la administración de Bill Clinton. En 1992, creó la  palabra feminazi, usada con el fin de caricaturizar al feminismo radical y a la lucha por la legalización del aborto.

## Infancia y juventud
Limbaugh nació en Cape Girardeau, Misuri, hijo de Mildred Carolyn "Millie" (apellido de soltera: Armstrong), originaria de Searcy, Arkansas, y de Rush Hudson Limbaugh, Jr. Su padre fue abogado y piloto de guerra que sirvió en el teatro de operaciones China-Birmania-India durante la Segunda Guerra Mundial. El nombre "Rush" fue elegido por su abuelo para honrar el apellido de soltera de una miembro de la familia, Edna Rush. En su familia hay varios abogados, incluyendo a su abuelo, su padre y su hermano David Limbaugh. Su tío, Stephen N. Limbaugh, Sr. es un juez federal designado por Ronald Reagan para la Corte Suprema de Misuri y su primo, Stephen N. Limbaugh, Jr., es también juez en la misma Corte, nombrado por George W. Bush. Rush Limbaugh, Sr., el abuelo de Limbaugh, fue fiscal, juez y comisionado especial de Misuri, además perteneció a la Cámara de Representantes de Misuri desde 1930 hasta 1932. El abuelo de Limbaugh fue muy respetado y fue considerado como uno de los "patriarcas" de la comunidad de Cape Girardeau. Rush, Sr., falleció a la edad de 104 años y todavía ejercía como abogado en el momento de su muerte. 
Limbaugh comenzó su carrera en la radio cuando era un adolescente en 1967 en su pueblo natal Cape Girardeau, usando el nombre de Rusty Sharpe.

### Educación y servicio militar
Limbaugh se graduó en el Cape Central High School en 1969. Sus padres querían que fuera a la universidad, así que se matriculó en la Southeast Missouri State University. La abandonó tras dos semestres y un verano. Según su madre "suspendió todo", incluso una clase de baile de salón moderno. Como ella contó a un reportero en 1992, "Simplemente no estaba interesado en ninguna otra cosa que no fuera la radio."
Limbaugh no fue seleccionado en la lotería para determinar el orden de reclutamiento durante la Guerra de Vietnam ya que la posición que le otorgaron (152) debido a su fecha de nacimiento estaba muy por encima de la cual eran llamados los soldados (125). Además, el ejército lo clasificó como "1-Y" (más tarde "4-F") lo que significaba su incapacidad para el servicio militar debido a un quiste pilonidal.

## Carrera profesional y salto a la fama

### Década de 1970
Después de dejar la universidad, Limbaugh se mudó a McKeesport, Pensilvania. Allí se convirtió en un disc jockey de las mejores 40 de la estación WIXZ, la que cubría el área de Pittsburgh. En octubre de 1972, transmitía en la estación KQV de Pittsburgh bajo el nombre de "Jeff Christie".
Durante el resto de la década Limbaugh pasó por varias estaciones hasta establecerse en Kansas City, Misuri. En 1979, tras varios años en radios musicales, se retiró temporalmente de la radio y aceptó el cargo de director de promoción para el equipo de béisbol Kansas City Royals. La estrella retirada de Kansas City Royals George Brett es uno de sus mejores amigos.

### Década de 1980
En 1984, Limbaugh regresó a la radio como locutor de programas de debate en KFBK en Sacramento, California, donde reemplazó a Morton Downey, Jr. La apelación de la Fairness Doctrine (Doctrina de Justicia)— que exigía que las estaciones dedicaran un tiempo de emisión gratuito a las personas o grupos afectados por comentarios controvertidos emitidos (derecho a réplica) — por la FCC en 1987 supuso que las estaciones pudieran emitir opiniones editoriales sin tener que presentar los puntos de vista de la otra parte. Daniel Henninger escribió en un editorial del Wall Street Journal, "Ronald Reagan derrumbó esta muralla (la Fairness Doctrine) en 1987... y Rush Limbaugh fue la primera persona en proclamarse liberado de la dominación de los medios liberales en la Alemania Oriental."
El 1 de agosto de 1988, después de obtener éxito en Sacramento y atraer la atención de un expresidente de la ABC Radio, Edward F. McLaughlin, Limbaugh se mudó a la Ciudad de Nueva York e inició su programa de radio a nivel nacional. Su programa debutó pocas semanas después de la Convención Demócrata Nacional de 1988, y justo pocas semanas antes de la Convención Republicana Nacional de 1988. La emisora de Limbaugh en la Ciudad de Nueva York era la estación WABC-AM, 770 AM, y hasta el día de hoy continúa siendo su emisora principal (flagship station).

### Década de 1990
El programa ganó popularidad y desplazó a estaciones con mayores audiencias, eventualmente llegó a más de 650 estaciones de radio a nivel nacional. Cuando el Partido Republicano ganó el control del Congreso en 1994, una de las primeras acciones de muchos nuevos congresistas (freshmen) (que se llamaban "Dittohead Caucus") consistió en entregar a Limbaugh el título de "Miembro honorario del Congreso", reconociendo el apoyo que éste les dio durante las elecciones.
El columnista de humor y periodista Lewis Grossberger reconoció que Limbaugh "tenía más radioyentes que cualquier otro programa de debate" y describió el estilo de Limbaugh como "rebotando entre una conferencia honesta y una política vaudevillian".

### Década de 2000
Limbaugh había hecho públicas sus dificultades personales en la década de 2000. A finales de 2001 reconoció que se había quedado casi completamente sordo, aunque continuó con su espectáculo. Pudo recuperar gran parte de su audición con la ayuda de un implante coclear en 2001.
En 2003, Limbaugh tuvo un breve período como comentarista de fútbol profesional en ESPN. Renunció a las pocas semanas de iniciada la temporada 2003 de la NFL después de hacer comentarios sobre la cobertura de prensa del mariscal de campo Donovan McNabb que causaron controversia y acusaciones de racismo por parte de Limbaugh.
En abril de 2006, Limbaugh se entregó a las autoridades, con una orden emitida por la oficina del fiscal estatal del condado de Palm Beach, y fue arrestado "por un solo cargo de fraude con recetas". Su historial fue posteriormente borrado.

### Década de 2010
En 2013, informes noticiosos indicaron que Cumulus Media, algunas de cuyas estaciones transmitían el programa de Limbaugh en ciertos mercados importantes, incluidos Nueva York, Chicago, Dallas, Washington D. C. y Detroit, estaba considerando abandonar su programa cuando su contrato con Limbaugh expiró en el a finales de ese año, supuestamente porque la empresa creía que sus ingresos por publicidad se habían visto afectados por la reacción de los oyentes a los controvertidos comentarios de Limbaugh. El propio Limbaugh dijo que los informes eran exagerados y que se trataba de negociaciones rutinarias de dólares y centavos entre Cumulus y su socio de distribución de redes, Premiere Networks, una unidad de Clear Channel Communications. 
Al final, las partes llegaron a un acuerdo sobre un nuevo contrato, y el programa de Limbaugh se trasladaría de su antiguo medio insignia en Nueva York, WABC, propiedad de Cumulus, al rival de este último en la ciudad, WOR, propiedad de Clear Channel, a partir del 1 de enero de 2014, pero permaneció en las estaciones propiedad de Cumulus y se continuó en otros mercados.

## Libros de Rush Limbaugh
- The Way Things Ought to Be (1992) Pocket Books ISBN 0-671-75145-X
- See, I Told You So (1993) Pocket Books ISBN 0-671-87120-X

En 1992, Limbaugh publicó su primer libro, The Way Things Ought To Be, seguido en 1993 por See, I Told You So. Ambos se convirtieron en número uno en la lista de superventas del New York Times, The Way Things Ought to Be se mantuvo allí por 24 semanas. Limbaugh reconoció en el texto del primer libro que grabó el libro para que después fuera transcrito y editado por el escritor del Wall Street Journal John Fund. En el segundo libro, Joseph Farah de WorldNetDaily es nombrado como su colaborador.
En la década de 2010, Limbaugh escribió una serie de novelas históricas para niños:
- Rush Revere and the Brave Pilgrims (2013) Threshold Editions ISBN 978-1476755861
- Rush Revere and the First Patriots (2014) Threshold Editions ISBN 978-1476755885
- Rush Revere and the American Revolution (2014) Threshold Editions ISBN 978-1476789873
- Rush Revere and the Star-Spangled Banner (2015) Threshold Editions ISBN 978-1476789880
- Rush Revere and the Presidency (2016) Threshold Editions ISBN 978-1501156892

## Muerte
El 3 de febrero de 2020, anunció en su programa de radio que le había sido diagnosticado cáncer de pulmón, poco más de un año después, el 17 de febrero de 2021, su esposa anunció su fallecimiento.